# Anette Börjesson
Lilian Anette Börjesson (* 11. November 1954) ist eine ehemalige schwedische Badminton- und Fußballspielerin. In 233 Erstligaspielen gelangen ihr 65 Tore.

## Fußball
Börjesson begann mit dem Fußballspielen bei Tuve IF. Später wechselte sie zu Jitex BK. Mit dem Verein holte sie mehrmals den schwedischen Meistertitel und war bei der Einführung der Damallsvenskan 1978 dabei. 1985 wechselte sie zu GAIS, kehrte aber nach drei Jahren wieder zurück. 1989 beendete sie ihre Laufbahn bei Jitex BK.
Zwischen 1975 und 1987 bestritt Börjesson 70 Länderspiele für die schwedische Nationalmannschaft. 1979 holte sie mit der Auswahl bei der inoffiziellen Europameisterschaft die Bronzemedaille. Bei der ersten offiziellen Ausgabe des Turniers 1984 gehörte sie als Mannschaftskapitän zu den Titelträgerinnen.
1982 wurde Börjesson als Stor Tjej ausgezeichnet, 2006 in die SFS Hall Of Fame aufgenommen.

### Erfolge
- Europameister 1984
- Schwedischer Meister 1974, 1976, 1979, 1981, 1984, 1989
- Schwedischer Pokal-Sieger 1981, 1982, 1984

### Auszeichnung
- Schwedische Fußballspielerin des Jahres 1982

## Badminton
Auch im Badminton war Börjesson national und international überaus erfolgreich. 1978 gewann sie bei der EM Bronze, 1980 zweimal Silber und 1982 noch einmal Bronze.

### Erfolge
| Veranstaltung | Saison                            | Disziplin   | Platz | Name                                                        |
| ------------- | --------------------------------- | ----------- | ----- | ----------------------------------------------------------- |
| 1971/1972     | Schweden: Einzelmeisterschaft U19 | Dameneinzel | 1     | Anette Börjesson (GBK)                                      |
| 1971/1972     | Schweden: Einzelmeisterschaft U19 | Damendoppel | 1     | Anette Börjesson / Karin Lindquist (GBK / Lidingö)          |
| 1972/1973     | Schweden: Einzelmeisterschaft     | Damendoppel | 1     | Anette Börjesson / Karin Lindquist (GBK / Spårvägen)        |
| 1972/1973     | Schweden: Einzelmeisterschaft     | Dameneinzel | 1     | Anette Börjesson (GBK)                                      |
| 1972/1973     | Schweden: Einzelmeisterschaft U19 | Dameneinzel | 1     | Anette Börjesson (GBK)                                      |
| 1972/1973     | Schweden: Einzelmeisterschaft U19 | Mixed       | 1     | Claes Nordin / Anette Börjesson (GBK)                       |
| 1972/1973     | Schweden: Einzelmeisterschaft U19 | Damendoppel | 1     | Anette Börjesson / Carlotte Karlsson (GBK / Lidingö)        |
| 1973          | Junioren-Europameisterschaft      | Dameneinzel | 2     | Anette Börjesson                                            |
| 1973          | Nordische Juniorenmeisterschaften | Dameneinzel | 1     | Anette Borjesson (SWE)                                      |
| 1974/1975     | Schweden: Einzelmeisterschaft     | Dameneinzel | 1     | Anette Börjesson (GBK)                                      |
| 1974/1975     | Schweden: Einzelmeisterschaft     | Damendoppel | 1     | Anette Börjesson / Ewa Carlander (GBK)                      |
| 1975/1976     | Schweden: Einzelmeisterschaft     | Mixed       | 1     | Claes Nordin / Anette Börjesson (GBK)                       |
| 1976          | Norwegian International           | Dameneinzel | 1     | Anette Börjesson (SWE)                                      |
| 1976/1977     | Schweden: Einzelmeisterschaft     | Dameneinzel | 1     | Anette Börjesson (GBK)                                      |
| 1976/1977     | Schweden: Einzelmeisterschaft     | Mixed       | 1     | Lars Wengberg / Anette Börjesson (BK Aura / GBK)            |
| 1978          | Europameisterschaft               | Dameneinzel | 3     | Anette Borjesson (SWE)                                      |
| 1978/1979     | Schweden: Einzelmeisterschaft     | Dameneinzel | 1     | Anette Börjesson (GBK)                                      |
| 1978/1979     | Schweden: Einzelmeisterschaft     | Mixed       | 1     | Lars Wengberg / Anette Börjesson (BK Aura / GBK)            |
| 1979/1980     | Schweden: Einzelmeisterschaft     | Mixed       | 1     | Lars Wengberg / Anette Börjesson (BK Aura / GBK)            |
| 1979/1980     | Schweden: Einzelmeisterschaft     | Dameneinzel | 1     | Anette Börjesson (GBK)                                      |
| 1980          | Europameisterschaft               | Mixed       | 2     | Lars Wengberg / Anette Borjesson (SWE)                      |
| 1980          | Europameisterschaft               | Dameneinzel | 2     | Anette Borjesson (SWE)                                      |
| 1980          | Swedish Open                      | Mixed       | 1     | Lars Wengberg / Anette Börjesson (SWE)                      |
| 1980/1981     | Schweden: Einzelmeisterschaft     | Mixed       | 1     | Lars Wengberg / Anette Börjesson (BK Aura / GBK)            |
| 1981/1982     | Schweden: Einzelmeisterschaft     | Mixed       | 1     | Lars Wengberg / Anette Börjesson (BK Aura / GBK)            |
| 1982          | Europameisterschaft               | Mixed       | 3     | Lars Wengberg / Anette Börjesson                            |
| 1994/1995     | Schweden: Einzelmeisterschaft O35 | Dameneinzel | 1     | Anette Börjesson (Göteborgs BK)                             |
| 1995          | Senioren-Europameisterschaft 40+  | Mixed       | 1     | Lars Wengberg / Anette Börjesson                            |
| 1995          | Senioren-Europameisterschaft 40+  | Damendoppel | 3     | Gunnel Bengtsson / Anette Börjesson                         |
| 1996/1997     | Schweden: Einzelmeisterschaft O35 | Damendoppel | 1     | Anette Börjesson / Gunnel Bengtsson (Göteborgs BK / Ullevi) |
| 1997/1998     | Schweden: Einzelmeisterschaft O35 | Dameneinzel | 1     | Anette Börjesson (Göteborgs BK)                             |